# Polyommatus ottomanus
Polyommatus ottomanus är en fjärilsart som beskrevs av Lefèbvre 1830. Polyommatus ottomanus ingår i släktet Polyommatus och familjen juvelvingar. Inga underarter finns listade i Catalogue of Life.